# 行政管理庁長官
行政管理庁長官（ぎょうせいかんりちょうちょうかん）は、1984年7月1日まで日本の中央省庁として存在した行政管理庁の長である。国務大臣をもって充てられた。

## 概要
日本の行政機関の管理などを担当する国務大臣。
幅広く行政機関に関わるポストであるが、利権に絡むことは少なかった。比較的大物議員が処遇されるポスト（自民党の挙党一致体制を作るため反主流派閥の領袖クラスが就任することも多い）であった。

## 行政管理庁長官等
| 代                                          | 氏名                                        | 内閣                                        | 在任期間                                    | 兼務等                                      |
| 行政調査部総裁（1947年5月21日以降国務大臣） | 行政調査部総裁（1947年5月21日以降国務大臣） | 行政調査部総裁（1947年5月21日以降国務大臣） | 行政調査部総裁（1947年5月21日以降国務大臣） | 行政調査部総裁（1947年5月21日以降国務大臣） |
| ------------------------------------------- | ------------------------------------------- | ------------------------------------------- | ------------------------------------------- | ------------------------------------------- |
| 1                                           | 斎藤隆夫                                    | 第1次吉田内閣                               | 1946年10月28日 - 1947年5月24日              | 当初から国務大臣                            |
| -                                           | （欠員）                                    | 片山内閣                                    | 1947年5月24日 - 1947年6月1日                |                                             |
| 2                                           | 斎藤隆夫                                    | 片山内閣                                    | 1947年6月1日 - 1948年3月10日                |                                             |
| 3                                           | 船田享二                                    | 芦田内閣                                    | 1948年3月10日 - 1948年6月30日               | 賠償庁長官                                  |
| 国務大臣行政管理庁長官                      |                                             |                                             |                                             |                                             |
| 1                                           | 船田享二                                    | 芦田内閣                                    | 1948年7月1日 - 1948年10月15日               | 賠償庁長官                                  |
| -                                           | 吉田茂                                      | 第2次吉田内閣                               | 1948年10月15日 - 1948年10月19日             | 内閣総理大臣による事務取扱                  |
| 2                                           | 殖田俊吉                                    | 第2次吉田内閣                               | 1948年10月19日 - 1948年11月10日             |                                             |
| 3                                           | 工藤鐵男                                    | 第2次吉田内閣                               | 1948年11月10日 - 1949年2月16日              |                                             |
| 4                                           | 本多市郎                                    | 第3次吉田内閣                               | 1949年2月16日 - 1950年6月28日               | 地方自治庁長官                              |
| 5                                           | 岡野清豪                                    | 第3次吉田内閣                               | 1950年6月28日 - 1950年7月12日               |                                             |
| 6                                           | 広川弘禅                                    | 第3次吉田内閣                               | 1950年7月12日 - 1951年7月4日                |                                             |
| 7                                           | 橋本龍伍                                    | 第3次吉田内閣                               | 1951年7月4日 - 1952年1月18日                |                                             |
| 8                                           | 木村篤太郎                                  | 第3次吉田内閣                               | 1952年1月18日 - 1952年4月5日                |                                             |
| 9                                           | 野田卯一                                    | 第3次吉田内閣                               | 1952年4月5日 - 1952年10月30日               |                                             |
| 10                                          | 本多市郎                                    | 第4次吉田内閣                               | 1952年10月30日 - 1953年5月21日              |                                             |
| 11                                          | 塚田十一郎                                  | 第5次吉田内閣                               | 1953年5月21日 - 1954年12月10日              |                                             |
| 12                                          | 西田隆男                                    | 第1次鳩山内閣                               | 1954年12月10日 - 1955年3月19日              |                                             |
| 13                                          | 川島正次郎                                  | 第2次鳩山内閣                               | 1955年3月19日 - 1955年11月22日              |                                             |
| 14                                          | 河野一郎                                    | 第3次鳩山内閣                               | 1955年11月22日 - 1956年12月23日             | 農林大臣                                    |
| -                                           | 石橋湛山                                    | 石橋内閣                                    | 1956年12月23日                              | 内閣総理大臣による事務取扱                  |
| 15                                          | 大久保留次郎                                | 石橋内閣                                    | 1956年12月23日 - 1957年2月25日              |                                             |
| 16                                          | 大久保留次郎                                | 第1次岸内閣                                 | 1957年2月25日 - 1957年7月10日               |                                             |
| 17                                          | 石井光次郎                                  | 第1次岸内閣                                 | 1957年7月10日 - 1958年6月12日               | 副総理・北海道開発庁長官                    |
| 18                                          | 山口喜久一郎                                | 第2次岸内閣                                 | 1958年6月12日 - 1959年6月18日               | 北海道開発庁長官                            |
| 19                                          | 益谷秀次                                    | 第2次岸内閣                                 | 1959年6月18日 - 1960年7月19日               | 副総理                                      |
| 20                                          | 高橋進太郎                                  | 第1次池田内閣                               | 1960年7月19日 - 1960年12月8日               |                                             |
| 21                                          | 小沢佐重喜                                  | 第2次池田内閣                               | 1960年12月8日 - 1961年7月18日               | 北海道開発庁長官                            |
| 22                                          | 川島正次郎                                  | 第2次池田内閣                               | 1961年7月18日 - 1963年7月18日               | 北海道開発庁長官                            |
| 23                                          | 山村新治郎                                  | 第2次池田内閣                               | 1963年7月18日 - 1963年12月9日               |                                             |
| 24                                          | 山村新治郎                                  | 第3次池田内閣                               | 1963年12月9日 - 1964年7月18日               |                                             |
| 25                                          | 増原惠吉                                    | 第3次池田内閣                               | 1964年7月18日 - 1964年11月9日               | 北海道開発庁長官                            |
| 26                                          | 増原惠吉                                    | 第1次佐藤内閣                               | 1964年11月9日 - 1965年6月3日                | 北海道開発庁長官                            |
| 27                                          | 福田篤泰                                    | 第1次佐藤内閣                               | 1965年6月3日 - 1966年8月1日                 | 北海道開発庁長官                            |
| 28                                          | 田中茂穂                                    | 第1次佐藤内閣                               | 1966年8月1日 - 1966年12月3日                |                                             |
| 29                                          | 松平勇雄                                    | 第1次佐藤内閣                               | 1966年12月3日 - 1967年2月17日               |                                             |
| 30                                          | 松平勇雄                                    | 第2次佐藤内閣                               | 1967年2月17日 - 1967年11月25日              |                                             |
| 31                                          | 木村武雄                                    | 第2次佐藤内閣                               | 1967年11月25日 - 1968年11月30日             | 北海道開発庁長官                            |
| 32                                          | 荒木萬壽夫                                  | 第2次佐藤内閣                               | 1968年11月30日 - 1970年1月14日              |                                             |
| 33                                          | 荒木萬壽夫                                  | 第3次佐藤内閣                               | 1970年1月14日 - 1971年7月5日                |                                             |
| 34                                          | 中村寅太                                    | 第3次佐藤内閣                               | 1971年7月5日 - 1972年7月7日                 |                                             |
| 35                                          | 濱野清吾                                    | 第1次田中角榮内閣                           | 1972年7月7日 - 1972年12月22日               |                                             |
| 36                                          | 福田赳夫                                    | 第2次田中角榮内閣                           | 1972年12月22日 - 1973年11月25日             |                                             |
| 37                                          | 保利茂                                      | 第2次田中角榮内閣                           | 1973年11月25日 - 1974年7月16日              |                                             |
| 38                                          | 細田吉蔵                                    | 第2次田中角榮内閣                           | 1974年7月16日 - 1974年12月9日               |                                             |
| 39                                          | 松沢雄蔵                                    | 三木内閣                                    | 1974年12月9日 - 1976年9月15日               |                                             |
| 40                                          | 荒舩清十郎                                  | 三木内閣                                    | 1976年9月15日 - 1976年12月24日              |                                             |
| 41                                          | 西村英一                                    | 福田赳夫内閣                                | 1976年12月24日 - 1977年11月28日             |                                             |
| 42                                          | 荒舩清十郎                                  | 福田赳夫内閣                                | 1977年11月28日 - 1978年12月7日              |                                             |
| 43                                          | 金井元彦                                    | 第1次大平内閣                               | 1978年12月7日 - 1979年11月9日               |                                             |
| 44                                          | 宇野宗佑                                    | 第2次大平内閣                               | 1979年11月9日 - 1980年7月17日               |                                             |
| 45                                          | 中曽根康弘                                  | 鈴木善幸内閣                                | 1980年7月17日 - 1982年11月27日              |                                             |
| 46                                          | 斎藤邦吉                                    | 第1次中曽根内閣                             | 1982年11月27日 - 1983年12月27日             |                                             |
| 47                                          | 後藤田正晴                                  | 第2次中曽根内閣                             | 1983年12月27日 - 1984年7月1日               |                                             |

- 辞令のある再任は代として数え、辞令のない留任は数えない。
- 事務取扱・事務代理は空位の場合のみ記載し、海外出張等の一時不在代理は記載しない。
- 太字は後に内閣総理大臣となった人物。
- 前身である行政調査部総裁は、設置時（1946年10月28日）の行政調査部臨時設置制（昭和21年勅令第490号）第3条第1項では「総裁は、これを勅命する。」と規定され、翌年5月21日の同項改正で「総裁は、国務大臣を以て、これに充てる」と変わったため、当該改正前後の総裁は同じ職名ながら法的な位置づけが異なるが、実際には最初から国務大臣たる人物が任命されており、当該改正施行日（5月21日）に改たな辞令が発せられた記録もないため、この表では区別せず一期間として取りまとめて表示する。